# 吉田ジョージ
吉田 ジョージ（よしだ ジョージ、1970年4月9日 - ）はMCタレント。東海テレビを中心に出演しているお天気キャスター。所属事務所はオフィスキイワード。気象予報士の資格を持っている。ミニマリスト。千葉県館山ふるさと(お天気)大使。

## 人物
- 千葉県館山市出身。関西大学文学部国文学科卒。血液型B型。身長176cm。
- 関西大学在学中から主に大阪を中心にU局やケーブルテレビ等の地域コミュニティー番組でレポーターやMCとして活躍。大学卒業後も実家の千葉県には帰らず、大阪に住み続けて仕事をしている。
- 2006年3月5日に8歳年下の某大手化粧品会社のビューティーアドバイザーの女性と結婚。1男をもうけ、Facebookで息子の成長を写真付きでアップしている。
- 結婚の際、吉田家は3兄弟、妻の実家が3姉妹という家族構成という事情もあり、妻の家に婿養子として入ったため、本名が吉田ではなくなったが、仕事上の芸名は「吉田ジョージ」として続けている。
- 2003年10月、33歳の時に気象予報士の試験に合格。これを機に関西のテレビ局やケーブルテレビ局などでお天気キャスターを務めるようになる。
- 2006年9月から2011年12月まで、テレビ大阪のニュース番組「ニュースBIZ」でお天気キャスターを務める。
- 2012年4月、東海テレビの夕方のニュース番組「FNN東海テレビスーパーニュース」のお天気キャスターに就任。住まいはそのまま大阪で月曜から金曜まで名古屋で活動、土日は大阪で過ごすという単身赴任生活を送る。
- 2015年4月、住まいを名古屋に完全に移し、活動拠点も名古屋に一本化する。（出演していた関西のラジオ番組も3月に終了）
- 漫談が趣味で近年まで毎年のようにR-1ぐらんぷりの予選に参加しており、数年のブランクがあったものの、2013年年末、久しぶりに予選に出場し、2回戦まで突破した。(なおこの時の様子は、自身がお天気キャスターとして出演しているFNN東海テレビスーパーニュースのカメラクルーが密着と言う形で取材しており、その模様が同番組内「吉田ジョージ・R-1ぐらんぷりへの道」として放送された。)
- 2016年に2年ぶりにR-1ぐらんぷりに出場し、自身が気象予報士として出演するみんなのニュース ONE が密着取材 お天気漫談で1回戦を突破している
- ウェザーニュース・花粉chの2008年度花粉観測員である。
- 自身の所属事務所である、オフィスキイワードの気象予報士講座講師を務めていた。
- 2022年4月1日で東海テレビの夕方のニュース番組「ニュースOne」を卒業し東海テレビの午前の情報番組「スイッチ!」のみの担当になる。なお、タイトルが変わった「NEWS ONE」の後任の気象予報士は福島智之アナウンサーが引き継いだ。

## 現在の出演番組
- スイッチ!（東海テレビ）
- 源石和輝 ひるカフェ エンディングでのお天気メール（東海ラジオ）

## その他
- マンスリートークライブ「吉田ジョージのトークしよう!＠名古屋栄ボクモ」（2016年9月10日 - / 第2土曜 16:30 - 17:45）

## 過去の出演番組
- FNN東海テレビスーパーニュース お天気コーナー（東海テレビ）
- ニュースBIZ お天気コーナー(テレビ大阪)
- ちょっと!駅まで(J:COM関西)
- 吉田ジョージの街は歌う♪（吹田ケーブルテレビジョン）
- GO!GO!テレビ(高槻ケーブルネットワーク)
- ぐるぐるコロンブス(BAN-BANテレビ)
- さわやかワイド824 金曜パーソナリティ(FM HANAKO)
- ジョージのラ・ラ・ラジオDX(FM aiai)
- ウイークリー吹田（吹田ケーブルテレビジョン）
- 吉佐登・ジョージの欲張りナイト（KBS京都ラジオ）
- サタデーふう(KBS京都)
- らぶかん(サンテレビ/KBS京都)
- のりノリ天国(サンテレビ)
- 知っとこ!(毎日放送)
- 紀州路クリーン大作戦(テレビ和歌山)
- 街かどほっとらいん(TCN)
- とうばんじゃん!ジョージ接続(BANBANテレビ)
- 地元DEショー(BAN-BANテレビ)
- ゆうがたじもとラジオ(水曜日)(BAN-BANラジオ)
- ジョージーズショウタイム(BAN-BANラジオ)
- レポREPOスタジオ（月1回・第4週放送 BAN-BANラジオ）
- やすらぎメモリアル大真会館（FM-HANAKO、夫婦の会話版。2017年現在も放送中）
- 西川パン（BAN-BANラジオ2017年現在も放送中）